# 김동성 (1971년)
김동성(金東聖, 1971년 1월 11일~)은 대한민국의 법률가, 정치인이다. 제18대 국회의원이다. 본관은 순천(順天)이다.

## 학력
- 1989년 성동고등학교 졸업
- 1994년 서울대학교 법학 학사

## 경력
- 2000년 인천지방법원 판사
- 2008년 한국군사학회 이사장
- 2010년 제18대 국회의원(한나라당)
- 새누리당 원내부대표

## 가족
- 아버지: 김범연(金範淵) - 염전 소유주. 순천시 부지사 역임.
- 어머니: 성주 배씨(星州 裵氏)
  - 부인: 풍양 조씨(豐壤 趙氏)
    - 장남: 김유환(金儒煥)

## 역대 선거 결과
|  | 39.10% |

|  | 51.58% |

|  | 48.89% |

|  | 39.39% |

## 같이 보기
- 성동구 을 (2004년 선거구)
- 서울 성동구의 국회의원